# 137166 Netabahcall
137166 Netabahcall è un asteroide della fascia principale. Scoperto nel 1999, presenta un'orbita caratterizzata da un semiasse maggiore pari a 3,0964562 UA e da un'eccentricità di 0,0795367, inclinata di 11,06462° rispetto all'eclittica.